# XXXVIII Puchar Gordona Bennetta (balonowy)
38 Puchar Gordona Bennetta – zawody balonów wolnych o Puchar Gordona Bennetta zorganizowane w gminie Lech w Austrii. Start nastąpił 18 września 1994 roku.

## Uczestnicy
Wyniki zawodów.
| Zajęte miejsce | Balon            | Załoga Pilot Pomocnik pilota            | Kraj                                 | Czas lotu [h] | Odległość [km] | Miejsce lądowania         |
| -------------- | ---------------- | --------------------------------------- | ------------------------------------ | ------------- | -------------- | ------------------------- |
| 1.             | HB-BZH Stadt Wil | Karl Spenger Christian Stoll            | Szwajcaria                           | 31:01         | 825,14         | Jerzu, Sardinia (ITA)     |
| 2.             |                  | Johann Fürstner Hans Huber              | Austria                              | 26:10         | 375,74         | Borghetto S,Spirito (ITA) |
| 3.             |                  | Silvia Wagner Thomas Lewetz             | Austria                              | 30:38         | 343,67         | Sontuario-Savona (ITA)    |
| 4.             |                  | Wilhelm Eimers Bernd Landsmann          | Niemcy                               | 31:17         | 329,42         | Casarza-Sestri (ITA)      |
| 5.             |                  | Josef Starkbaum Roland Starkbaum        | Austria                              | 22:12         | 310,47         | Genua (ITA)               |
| 6.             |                  | Alan Fraenckel Jackie Robertson         | Wyspy Dziewicze Stanów Zjednoczonych | 26:44         | 271,20         | Perino (ITA)              |
| 7.             |                  | Heinz Brachtendorf Karl-Heinz Hutmacher | Niemcy                               | 17:16         | 216,75         | Casalmoro (ITA)           |
| 8.             |                  | Stefan Makné Franciszek Góralewicz      | Polska                               | 14:22         | 135,26         | Rovero della Luna (ITA)   |
| 9.             |                  | Werner Najer Hans Jörg Fröhlin          | Szwajcaria                           | 14:32         | 116,59         | Aprica (ITA)              |
| 10.            |                  | John Mike Wallace James R. Herschend    | Stany Zjednoczone                    | 13:42         | 111,51         | Cles (ITA)                |
| 11.            |                  | Volker Kuinke Alfred Derks              | Niemcy                               | 10:00         | 74,81          | Flaurling (AUT)           |
| 12.            |                  | Joe Kittinger Robert Snow               | Stany Zjednoczone                    | 08:06         | 73,00          | Kühtai (AUT)              |
| 13.            |                  | Rolf Sutter Kurt Frieden                | Szwajcaria                           | 06:59         | 59,81          | Plangeroß (AUT)           |
| 14.            |                  | Nick Bosanquet Andrew Wilkinson         | Wielka Brytania                      | 05:00         | 57,26          | Köfles, Ötztal (AUT)      |
| 15.            |                  | David Levin Mark Sullivan               | Stany Zjednoczone                    | 07:06         | 48,87          | Jerzens, Haag (AUT)       |